# Alsó-Fehér vármegye

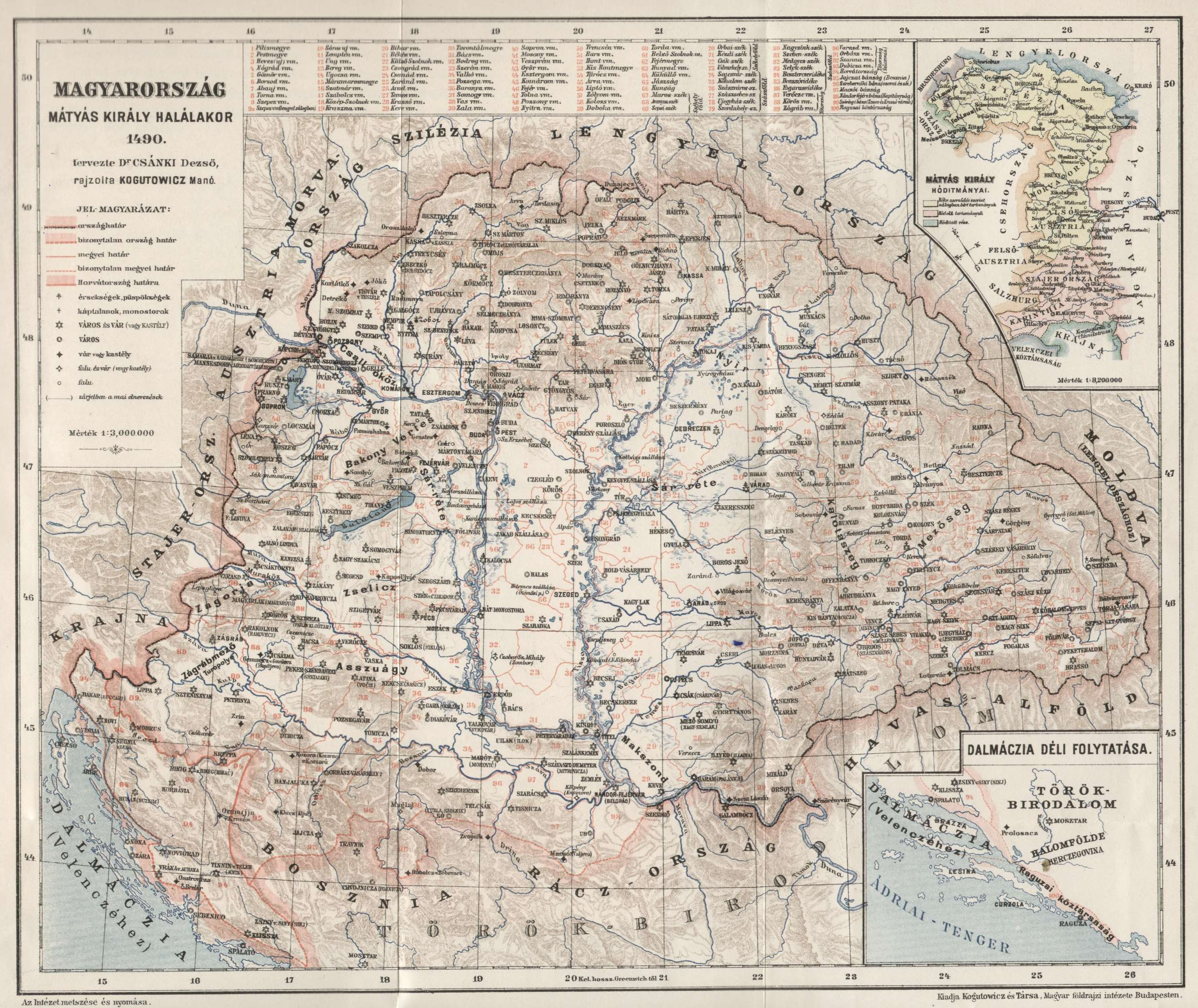
Csánki Dezső–Kogutowicz Manó: Magyarország Mátyás király halálakor

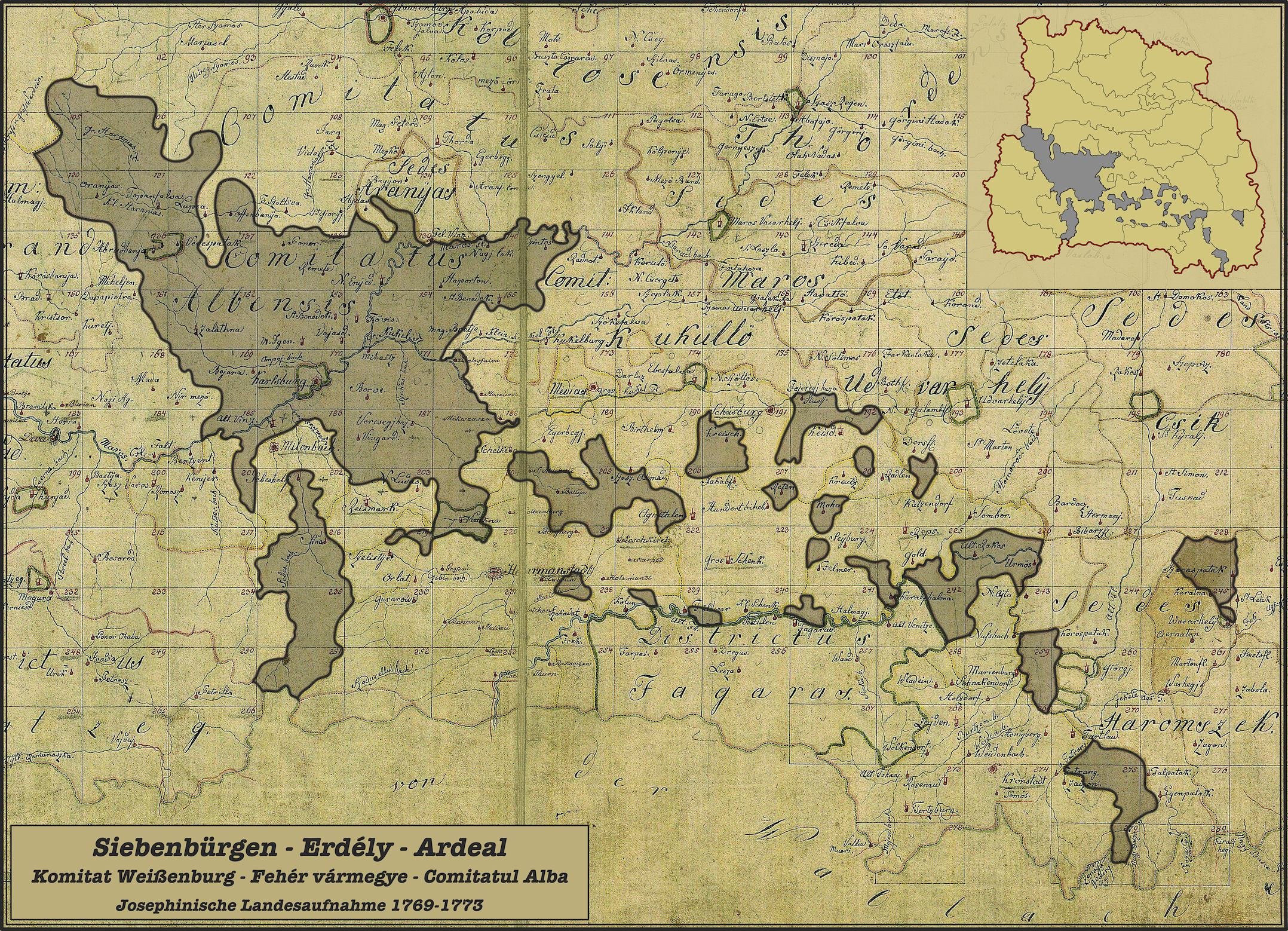
Fehér vármegye az I. katonai felmérés térképén (1769-73)

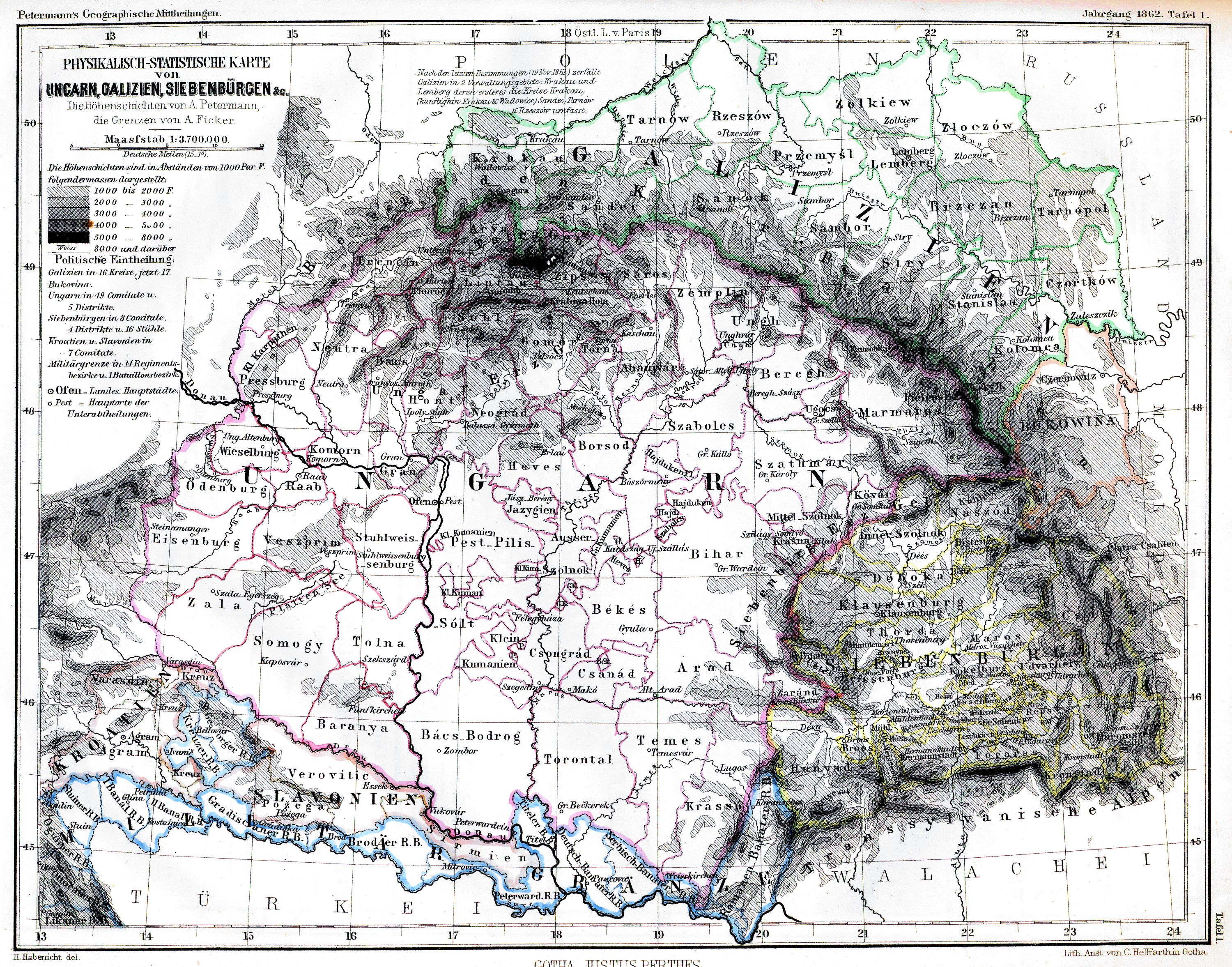
Alsó- és Felső-Fehér vármegyék egy 1862-es térképen

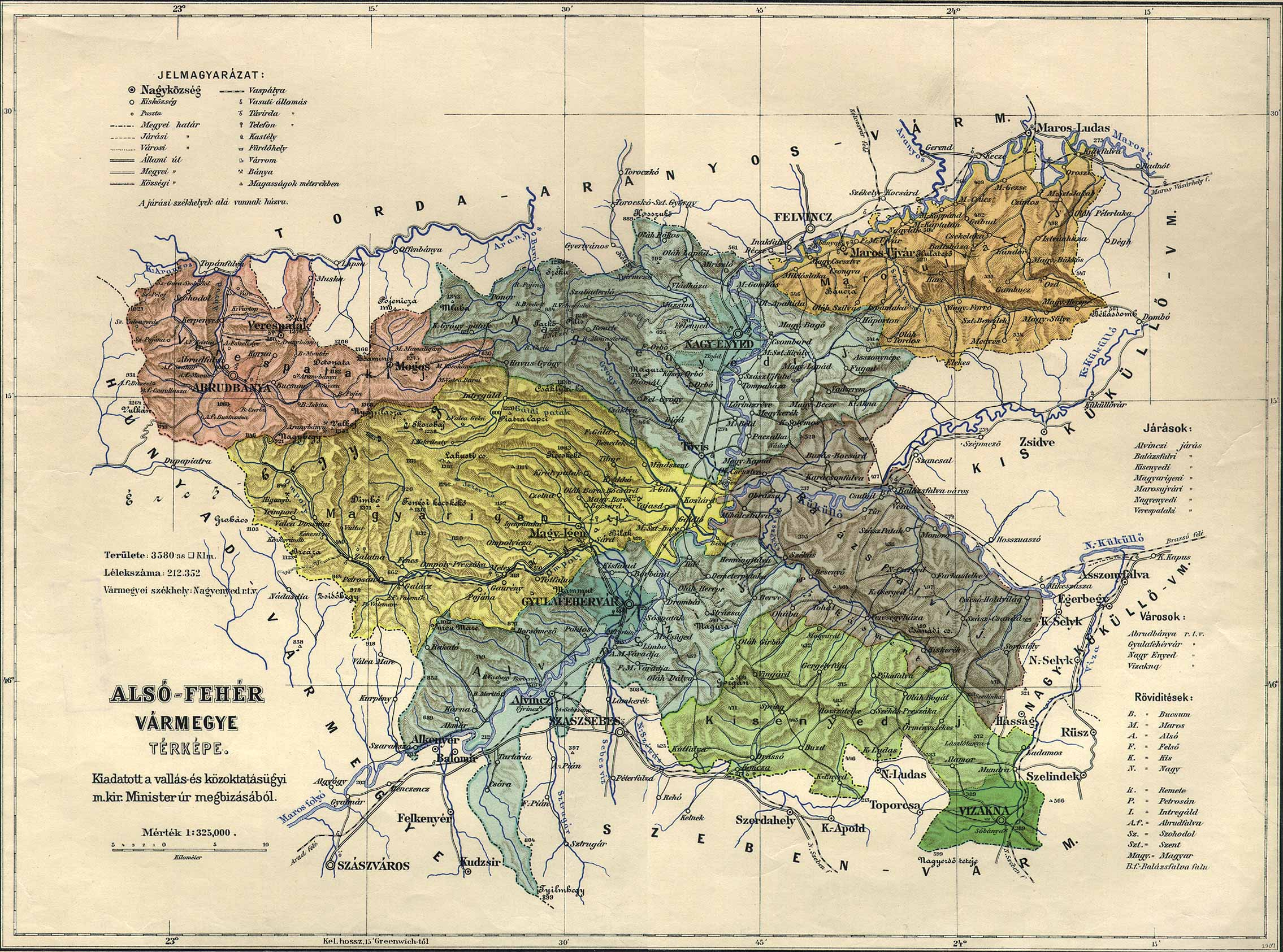
Alsó-Fehér vármegye közigazgatási térképe 1910-ből

Alsó-Fehér vármegye (románul: Comitatul Alba de Jos, németül: Komitat Unterweißenburg, latinul: Comitatus Albensis, Albensis Inferior, Albensis Transylvanensis) közigazgatási egység volt a Magyar Királyságban, a történelmi Erdély területén. A történelmi Fehér vármegye kettéosztásából jött létre egyes források szerint 1764-ben, más forrás szerint 1744-ben. Székhelye Nagyenyed volt. Az egykori vármegye területe ma Románia része.

## Földrajza
Alsó-Fehér vármegye szomszédai: nyugaton Hunyad vármegye, délen Szeben vármegye, keleten Kis-Küküllő és Nagy-Küküllő vármegyék, illetve Szeben vármegye, míg északon Torda-Aranyos vármegye.
A Marostól északra eső részét az Erdélyi-érchegység tagjai ágazzák be. Több helyen 1300 m fölé emelkedik (Dombó 1371 m, Lakusti csúcs 1316 m, Fenési kecskekő 1312 m). A Maros, mely egy darabig határát képezi, kelet-délnyugati irányban átlósan metszi a vármegye földjét, és az Erdélyi-érchegységhez illetve a Bihar-hegységhez tartozó csoportjait, a bal parton elterülő Küküllőmenti-dombságtól elválasztja. A Maros jobb partján emelkedő, havasi jellegű hegycsoportokat az Ompoly folyó Aranyosmelléki- és Ompolymelléki-hegységre különíti el. Az Aranyosmelléki-hegység az Aranyostól az Ompolyig terjed, és legnagyobb része a vármegyére esik. Természeti szépségekben bővelkedő, vadregényes, szaggatott hegység, melyet számos mély hasadékvölgy szeli. Legmagasabb csúcsai az 1300 métert haladják meg (a már említettek mellett még ismeret a Vulkán 1264 m és a Detonáta 1182 m, valamint a vármegye legmagasabb pontja, a Torda-Aranyos és Alsó-Fehér vármegyék határán emelkedő Csórai-szirt 1440 m). Az Ompolyon túl a Marosig az Ompolymelléki-hegység alacsonyabb ugyan (Grohács 1103 m, Breáza 1123 m), de mindkét hegység zord és terméketlen, viszont sok az erdeje és a legelője. A Maros völgyének Nagyenyed és Sárd közt fekvő dombos és termékeny része, mely az Aranyosmelléki-hegység nyúlványa, Erdélyi-hegyalja név alatt ismeretes. A Maros bal partján elterülő Küküllőmenti-dombság, mely sehol sem ereszkedik 200 m alá, az Erdélyi-medence része. A területet a Nagy-Küküllő, és a belé ömlő számos patak öntözi.
A vármegye jelentékenyebb folyói a Maros, a Nagy-Küküllő, az Ompoly és a Kis-Székás. Az Aranyos északon egy darabig a vármegye határán folyik, majd Torda-Aranyos vármegye belső területein halad tovább. Később visszakanyarodik, és Marosújvár fölött ömlik a Marosba. A Kis-Küküllő és a Nagy-Küküllő Balázsfalvánál egyesül. A Sebesnek csak rövid szakasza van a vármegye területén, de Gyulafehérvárnál találkozik a Marossal, miután még Szeben vármegyében egyesül a Nagy-Székással, amely szinte végigfolyik a vármegye déli határvonalán. Tava mindössze Magyarigentől nem messze, a Lakusti tövében található Jézer-tengerszem.

## Éghajlata
Éghajlata a keleti részen igen kellemes, mérsékelt, a nyugatin zord, de egészséges, esőben bővelkedő. Gyulafehérváron az évi közepes hőmérséklet 9,6 °C, a legmelegebb hónap (július) közepes hőfoka nem emelkedik 20,6 °C-on túl, a januáré -3,3 °C; abszolút maximuma 35,4 °C, minimuma 24,0 °C.

## Történelme
Alsó-Fehér vármegyét a 18. században hozták létre az addigi Fehér vármegye kettéválasztásával. Határait utoljára az 1876-os megyerendezés során módosították jelentősen, ekkor egy részét Torda-Aranyos vármegyéhez, néhány községét pedig Szeben vármegyéhez csatolták. 1918-ban (megerősítve 1920-ban a trianoni békeszerződés által) Alsó-Fehér vármegye Románia része lett. Az egykori vármegye területe ma nagyrészt a romániai Fehér megyéhez tartozik, de néhány községe Maros illetve Szeben megyében található.

## Lakosság
- A lakosság száma 1880-ban 178 021 volt. Közülük 25 815 magyar (14,5%), 6 972 német (3,92%), 135 439 román (76,1%) anyanyelvű volt.
- A megye lakóinak száma 1881-ben 178 021 volt, 1889-ben 193 072; ezek között van 30 181 (15,63%) magyar, 7 639 német, 151 397 román;
- vallás szerint 8 943 római katolikus, 74 132 görögkatolikus, 80 353 ortodox, 5813 evangélikus, 19 472 református, 1046 unitárius és 3280 zsidó.

1910-ben a vármegyének összesen 221 618 lakosa volt, amelyből:
- 171 483 (77,38%) román nemzetiségű
- 39 107 (17,65%) magyar nemzetiségű
- 7269 (3,28%) német nemzetiségű

A magyarok legnagyobb része a vármegye városaiban élt: Gyulafehérváron, Nagyenyeden, Vízaknán.
Foglalkozásra nézve túlnyomóan földmívelők és állattenyésztők; a bányászat szinten jelentékeny kereseti ág. A megye ipara és kereskedése jelentéktelen; Magyarigen nagy kőbányáiból kitűnő mészkövet szállítanak. Nagyenyeden, Dombón, Abrudbányán, Balázsfalván és Gyulafehérváron nagy mennyiségű téglát és cserepet égetnek; Nagyenyeden hajlított bútorgyár, szövőgyár, több helyen gőzmalom s szeszgyár volt.

## Közigazgatás
Alsó-Fehér vármegye 8 járásra oszlott s területén 177 község és 4 rendezett tanácsú város volt; a községek közül csak 8 haladta meg a 2000 lakót, a többi aránylag kicsiny. A megye az országgyűlésre 7 képviselőt küldött. Székhelye Nagyenyed.
- Alvinci járás, székhelye Alvinc
- Balázsfalvi járás, székhelye Balázsfalva
- Kisenyedi járás, székhelye Vízakna
- Magyarigeni járás, székhelye Magyarigen
- Marosújvári járás, székhelye Marosújvár
- Nagyenyedi járás, székhelye Nagyenyed
- Tövisi járás, székhelye Tövis
- Verespataki járás, székhelye Verespatak

Ezen kívül volt négy rendezett tanácsú város:
- Abrudbánya
- Gyulafehérvár
- Nagyenyed
- Vízakna

## Közlekedés, oktatás
A megyét három vasút szeli; országútja számos és jó; vízi közlekedése a Maroson van, melyen a tutajozás nagyban folyik.
Közoktatásügye sok kívánni valót hagy hátra; (1890) „28 943 tanköteles gyermeke közül 11 446 (39,5%) nem járt iskolába. Az elemi iskolák száma 269 (köztük 16 állami); ezen kívül van 1 polgári iskola és 5 kisdedóvó; Abrudbányán, Gyulafehérvárott s Nagyenyeden iparostanulói tanfolyamokat tartanak fenn; középiskolák vannak Gyulafehérvárott kat. és Balázsfalva gör. kat. főgimnázium, Nagyenyeden ref. gimnázium; továbbá ugyanott vincellérképző, Gyulafehérvárott kereskedőtanonc-iskola.”

## Gazdasági élet
Főbb terményei gabonaneműek, nevezetesen szép és jó búza, rozs (gabonapiacok Gyulafehérvár; Nagyenyed), jó bor (celnai és csombordi), kukorica, kender, burgonya, gyümölcs és tömérdek fa. A megye területéből 131 052 hektár szántóföld, 5 247 ha kert, 4 244 ha szőlő, 6 351 ha rét és kaszáló, 45 253 ha legelő, 166 ha nádas, 93 296 ha erdő ebből 37 479 ha tölgyes, 5 249 ha bükkös, a többi fenyves.
Állattenyésztése jelentékeny, nagyobb gulyák Nagyenyeden, Magyargombáron, Lőrincrévén és Balázstelken vannak. Igen jelentékeny a juhtenyésztés. A megyében volt (1886) 764 ló, (1880) 58 919 magyar fajtájú s 1 676 színes fajtájú szarvasmarha, 367 hízó marha s 1 843 bivaly; továbbá 130 476 magyar vagy erdélyi juh s 2 726 nemesített juh; 4 252 kecske. A folyókban sok a hal.
Ásványokban a megye nyugati része nagyon gazdag, arany tekintetében a leggazdagabb; arany- és ezüstre bányásznak Abrudbánya, Bucsum, Verespatak határában, azon kívül ólom, ón s vas képezik a bányászat tárgyait; Marosújváron s Vízaknán nagy sóbányák vannak.